# 泡囊草属
泡囊草属（学名：Physochlaina）是茄科下的一个属，为多年生、直立、近秃净草本植物。该属共有约12种，主要分布于中国北部、西北部、西藏等地，亦分布于其周边地区，如中亚、喜马拉雅山脉、西伯利亚、蒙古等地。

## 下属物种
泡囊草属的下属物种有：
- Physochlaina infundibularis 漏斗泡囊草（华山参）
- Physochlaina orientalis 东方泡囊草
- Physochlaina physaloides 泡囊草
- Physochlaina praealta 西藏泡囊草
- Physochlaina capitata 伊犁泡囊草
- Physochlaina macrocalyx 长萼泡囊草
- Physochlaina macrophylla 大叶泡囊草
- Physochlaina urceolata 坛萼泡囊草
- Physochlaina semenowii